# Franz Guillimann
Franz Guillimann (auch François Guillimat; * um 1568 in Freiburg im Üechtland; † 14. Oktober 1612 in Freiburg im Breisgau) war ein Schweizer Historiker und neulateinischer Dichter.

## Leben
Franz Guillimann war Schüler des Kollegiums Saint-Michel in Freiburg und Student des Collegium Helveticum in Mailand. Von 1587 bis 1589 studierte er an der Universität Dillingen Rhetorik und Philosophie. Von 1590 bis 1595 war er erst Lehrer, dann Leiter der Lateinschule in Solothurn.
Von Solothurn wurde Guillimann verbannt, als er im Zusammenhang mit den späten Hugenottenkriegen mit der katholischen Seite unter dem spanischen König Philipp II. und den Herzögen von Guise sympathisierte. Das stand im Widerspruch zur Politik der zwar katholischen Solothurner Regierung, die in diesem Konflikt aber traditionsgemäss dem französischen König, damals dem mehrmals konvertierten «Hugenottenkönig» Heinrich IV., die Treue hielt und diesen auch mit Reisläufern (Söldnern) unterstützte.
Ab 1595 war Guillimann in Luzern als Sekretär des Alfonso Casati für die spanische Gesandtschaft tätig und begann mit historischen Studien über die Alte Eidgenossenschaft und die Habsburger. 1605 begab sich Guillimann nach Freiburg im Breisgau, wo er von 1606 bis 1609 an der Universität Professor für Geschichte war (ernannt von Kaiser Rudolf II.). Brieflichen Kontakt unterhielt er unter anderem mit Johann Jakob Rüeger und Christoph Hartmann. Letzterer konnte die Bibliothek Guillimanns für das Kloster Einsiedeln gewinnen.
Einem Schreiben zufolge, das Erzherzog Maximilian III. nach dem Tod Guillimanns an die o.ö. Kammer richtete, dürfte dieser seinem Leben selbst ein Ende gesetzt haben, weil eine bereits 1611 zugesagte Unterstützung für eine Auftragsarbeit nicht zur Auszahlung gelangt war. Nach Bekanntwerden dieses Vorfalles wurde die säumige Kanzlei angewiesen, die versprochene Geldsumme umgehend an die beiden Töchter auszuzahlen.
Die Akten des Verlassenschaftsverfahrens werden im Universitätsarchiv der Albert-Ludwigs-Universität in Freiburg i. Br. verwahrt.

## Werke
Franz Guillimann verfasste Gedichte in Latein. Seine historischen Werke befassten sich erst mit der Geschichte der Schweiz, später mit derjenigen der Habsburger.
- De rebus Helvetiorum sive antiquitatum Libri V, 1598. Behandelt die Geschichte der Schweiz bis 1315 aus katholischer Sicht; Gegenentwurf zur reformierten Chronik von Johannes Stumpf und Josias Simler.
- Habsburgiaca sive de antiqua et vera origine domus Austriae, 1605.
- De Felici Excessu Philippi II. Austriaci Hispaniarum Regis Libri III. Sive de rebus memorabilibus quae in eius morte acciderunt, testimonium Authenticum. Langius, Freiburg im Breisgau 1609.

## Ehrungen
- In Freiburg i. Ü. ist eine Strasse nach Franz Guillimann benannt: Map.Search: Rue François Guillimann, Fribourg